# الجيش اللاتفي
القوات البرية اللاتفية (اللاتفية: Sauszemes Spēki (SZS)) تشكيل الوحدات النظامية التابعة للقوات المسلحة الوطنية، وتوفير للدفاع عن كل الأراضي الوطنية. يتم توجيه تطوير القوات البرية نحو تحسين القتالية وقدراتهم المهنية.

## البعثة

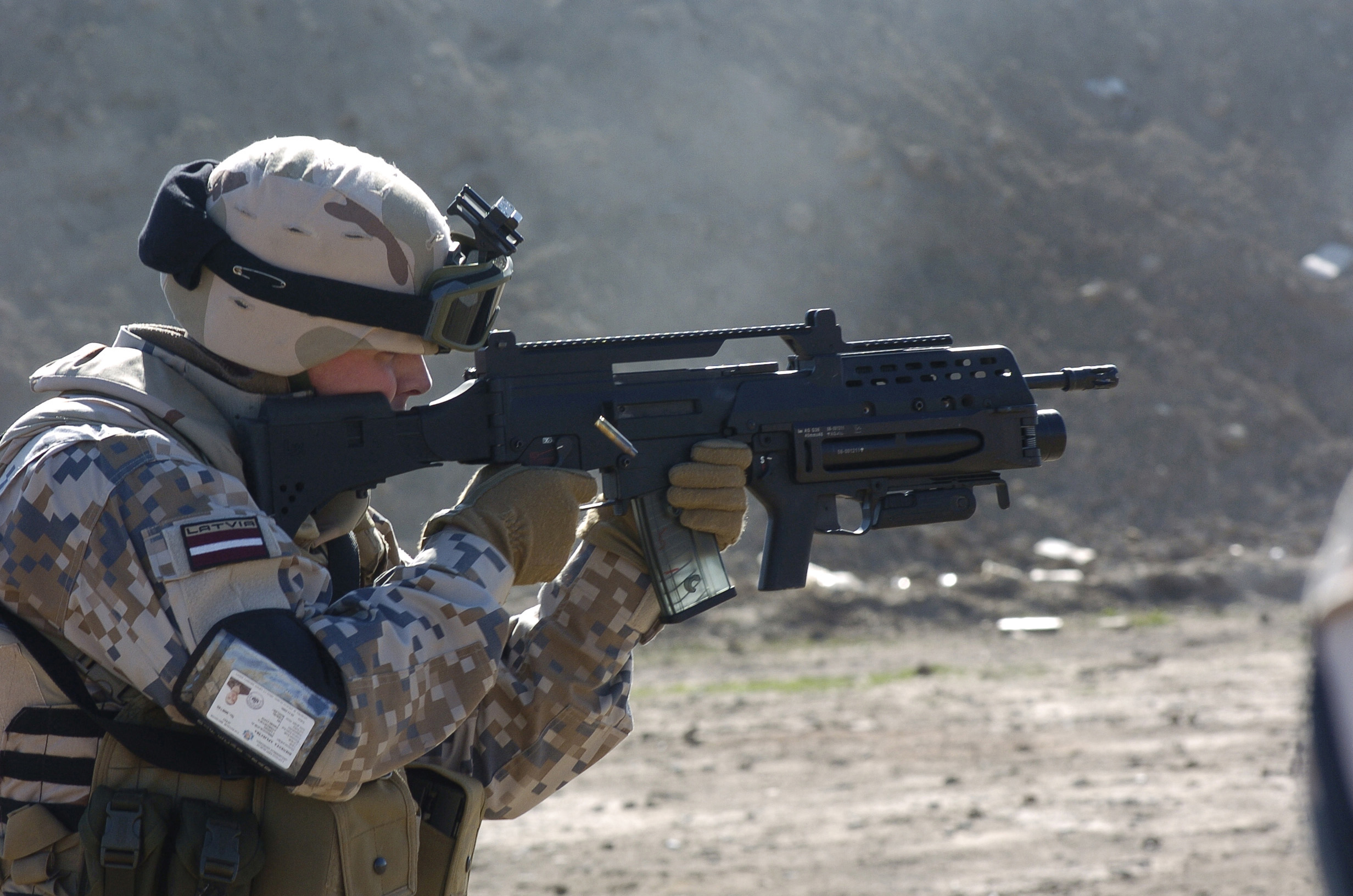
جندي لاتفي في العراق

والمهمة الرئيسية للقوات البرية هو الدفاع عن التراب الوطني خلال تهديدا عسكريا ضمن نطاق حلف الناتو معاهدة، وكذلك لإعداد وحدات سلاح البر لنشرها على البعثات الدولية.
والمهمة الرئيسية للقوات البرية هو ما يلي:
- توفير للدفاع عن كل الأراضي الوطنية؛
- ضمان الاستعداد القتالي وحشد من وحدة؛
- ابادة المتفجرات؛
- توفير المساعدات العامة.

## هيكل
لواء مشاة القوات البرية
- المقر
- مقر الشركة والإشارة
- كتيبة المشاة 1
- كتيبة المشاة 2
- كتيبة الدعم النار
- كتيبة مقاتلة الدعم

## التعاون
وقد تم في القوات البرية لاتفيا المشاركة في عمليات حفظ السلام في الخارج منذ عام 1996. حاليا، وينتشر جنود ناف على ست بعثات دولية لحفظ السلام - في أفغانستان والعراق وجورجيا وكوسوفو ومقدونيا. والبوسنة والهرسك.

## معدات

### المركبات العسكرية
- الولايات المتحدة هامفي عربة مدرعة، بعض مزودة هونغ كونغ GMG، 50.cal.
- ألمانيا مرسيدس بنز الفئة-G
- السويد Bandvagn 206 تتبع مفصلية، جميع التضاريس الناقل.
- السويد فولفو C303 (TGB 11، 21 TGB المتغيرات) ناقلة جند.
- الولايات المتحدة شيفروليه بليزر K5 شاحنة.
- السويد الدراجات النارية HUSQVARNA.

### المدفعية
- التشيك 100 مدفع ميدان ملم M53.
- الاتحاد السوفيتي 120-PM-43 هاون.
- السويد M/41D هاون 120mm.

### الدفاع الجوي
- السويد رويال بنك اوف سكوتلاند 70 قصيرة المدى الجوي المحمولة على الكتف للدفاع عن نظام (MANPAD).

### المضادة للدبابات وقاذفات قنابل
- إسرائيل سبانك النار و-ننسى المضادة للدبابات، صواريخ موجهة.
- السويد اي تي 4 أحد بالرصاص المضادة للدبابات سلاح.
- السويد كارل غوستاف بندقية عديمة الارتداد 84 ملم المحمولة على الكتف التي يمكن إعادة استخدامها متعددة دور بندقية عديمة الارتداد المضادة للدبابات سلاح.
- السويد قانون 1 المضادة للدبابات سلاح موجه.
- ألمانيا المقاطع & كوخ GMG قاذفة قنابل يدوية أوتوماتيكية.

### بنادق هجومية ومدافع رشاشة
- المقاطع & كوتش G36 بندقية هجومية (مزودة AG36 أحد بالرصاص 40 ملم وقاذفة قنابل) سلاح قياسي في القوات البرية.
- الولايات المتحدة بندقية M16 (M16A1 البديل) يستخدم إلا كسلاح الاحتفالية.
- ألمانيا الغربية المقاطع & كوخ MP5 (MP5KA1، MP5A3، MP5SD3 المتغيرات) مدفع رشاش.
- ألمانيا المقاطع & كوخ MP7 (MP7A1 البديل) مدفع رشاش.
- ألمانيا المقاطع & كوخ UMP (UMP9 البديل) مدفع رشاش.
- إسرائيل عوزي (ميني عوزي، عوزي-SMG المتغيرات) مدفع رشاش.
- بلجيكا إف إن مينيمي مدفع رشاش خفيف.
- الولايات المتحدة M2 رشاش براوننج (M2HB-QCB البديل).
- ألمانيا راينميتال أم جي 3 آلة للأغراض العامة بندقية.
- ألمانيا المقاطع & كوتش G3 معركة بندقية (في المخازن)

### المسدسات والبنادق وبنادق قنص
- النمسا طراز جلوك (غلوك 17، 19، 21 المتغيرات) شبه التلقائي مسدس.
- ألمانيا المقاطع & كوخ جامعة جنوب المحيط الهادئ مسدس نصف آلي.
- الولايات المتحدة مسدس M1911 (المتغير M1911A1) مسدس نصف آلي.
- ألمانيا زيغ-210 مسدس نصف آلي.
- ألمانيا SIG سوير P232 مسدس نصف آلي.
- سويسرا SIG سوير P239 مسدس نصف آلي.
- ألمانيا المقاطع & كوخ P2A1 واحد بالرصاص، وكسر عمل مسدس مضيئة.
- فرنسا FR F2 بندقية قنص.
- الاتحاد السوفيتي دراغونوف بندقية قنص
- الاتحاد السوفيتي ماكاروف PMM
- ألمانيا المقاطع & كوخ HK417 نموذج "قناص" - 20 "برميل accurized.
- فرنسا PGM هيكات الثاني بندقية قنص غزيرة.
- ألمانيا AMP للخدمات الفنية DSR-1 بندقية قنص المتخصصة.
- الولايات المتحدة ريمنجتن 870 بندقية.